# Hnědnutí listů meruňky
Hnědnutí listů meruňky je houbová choroba rostlin způsobená houbou Apiognomonia erythrostoma (synonymum Gnomonia erythrostoma f.s. armeniaca). Napadá meruňku a třešeň.

## Význam
Houbová choroba ovlivňující růst, kvalitu a množství sklizně a vyzrávání letorostů. Oslabené stromy mohou být poškozeny chladem.  V letech kdy jsou v květnu a počátkem června srážky minimální a nevytvoří se vhodné podmínky pro primární infekce může být výskyt choroby omezený. Další vývoj zpomalí i suchý červenec.

## Příznaky
Na čepelích vznikají neohraničené žlutavé, později tmavnoucí, skvrny a listy se kornoutovitě stáčejí. Další vývoj příznaků je závislý na průběhu počasí. Za deštivého a teplejšího počasí se choroba rychle vyvíjí. Skvrny se zvětšují, od středu hnědnou a listy často ještě před sklizní opadávají. Za suššího počasí k rozvoji choroby, hnědnutí, svinování a opadu listů dochází až ke konci vegetace.

## Vývojový cyklus
Zdrojem infekce je opadané listí. Askospory na opadaném listí přezimují a na jaře klíčí. K infekcím dochází za vlhkého a teplého počasí v květnu a počátkem června. Askospory se uvolňují z plodnic po zvlhčení a klíčí při vlhkém, teplém a deštivém počasí na ovlhčených listech. Pro další rozvoj choroby je rozhodující počasí v červenci. Pokud je deštivé počasí, dochází už v létě k opadu listů. Za suchého počasí se rozvoj choroby výrazně zpomaluje a k opadu listů dochází až na podzim.

## Ochrana

### Prevence
Péče o vyváženou výživu, průklest omezující vlhkost v koruně stromu, výběr vhodné lokality pro výsadbu. Významným opatřením je likvidace opadaných listů na podzim a jejich kompostování, zapravení do půdy, nebo odstranění. Opadané listy jsou jediným zdrojem šíření choroby.

### Ošetření při výskytu
Ochrana rostlin začíná 2 – 3 týdny po odkvětu, v období zralosti askospor. Za suchého počasí porost není třeba ošetřovat. Spory se uvolňují a klíčí na zvlhčených listech.